# Morten Hulgaard
Morten Alexander Hulgaard (23 agosto 1998) è un ex ciclista su strada danese.

## Palmarès

### Strada
- 2019 (Team ColoQuick, una vittoria)

1ª tappa, 1ª semitappa Tour de la Mirabelle (Pont-à-Mousson > Vandœuvre-lès-Nancy)

#### Altri successi
- 2018 (BHS-Almeborg Bornholm)

Campionati danesi, Cronosquadre
- 2019 (Team ColoQuick)

Classifica a punti Tour de la Mirabelle
- 2020 (Uno-X Pro Cycling Team)

Classifica giovani Bałtyk-Karkonosze Tour
1ª tappa Giro della Regione Friuli Venezia Giulia (Aquileia > Grado, cronosquadre)
- 2021 (Uno-X Pro Cycling Team)

Classifica giovani Tour du Poitou-Charentes

## Piazzamenti

### Competizioni mondiali
- Campionati del mondo

Yorkshire 2019 - Cronometro Under-23: 6º
Yorkshire 2019 - In linea Under-23: 16º

### Competizioni europee
- Campionati europei

Plouay 2020 - In linea Under-23: 54º
Monaco di Baviera 2022 - Cronometro Elite: 8º